# Anahí Durand

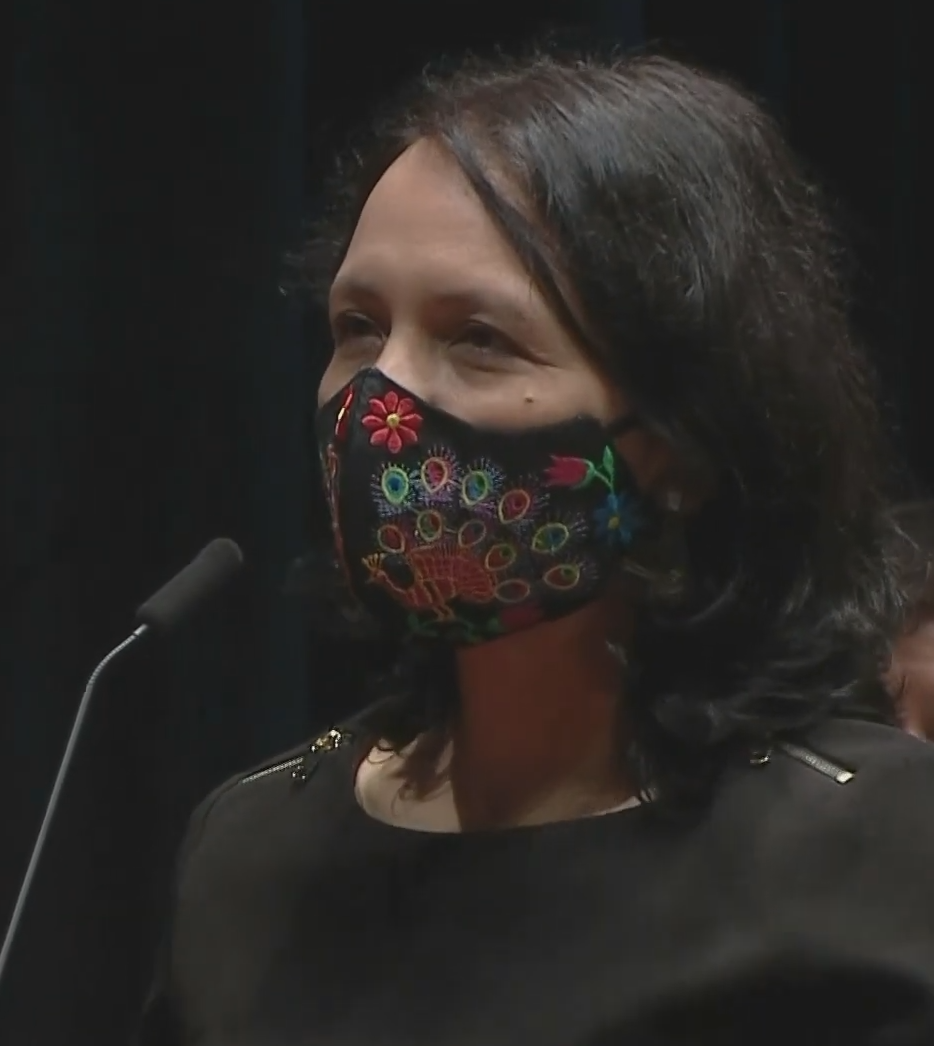
Anahí Durand, 2021

Anahí Durand Guevara (* 1. April 1978 in Lima) ist eine peruanische Soziologin und Politikerin. Vom 29. Juli 2021 bis zum 1. Februar 2022 war sie peruanische Ministerin für Frauen und verwundbare Bevölkerungen im Kabinett Castillo. 

## Leben
Anahí Durand wurde in Lima als Tochter des Soziologen Julio Durand Lazo geboren. Sie studierte in ihrer Geburtsstadt Soziologie an der Universidad Nacional Mayor de San Marcos (UNMSM), wo sie die Lizenziatur erreichte, und machte sodann ihren Magister in Sozialwissenschaften an der Facultad Latinoamericana de Ciencias Sociales (FLACSO). Danach doktorierte sie, ebenfalls in Soziologie, an der Universidad Nacional Autónoma de México (UNAM) in Mexiko-Stadt. Durand hat den Lehrstuhl für Sozialwissenschaften an der UNMSM in Lima inne und forscht über soziale Bewegungen, politische Repräsentation, indigene Völker, Interkulturalität und Gender. Sie ist Mitglied der politischen Bewegung Nuevo Perú, die bei den Wahlen in Peru 2021 die Präsidentschaftskandidatur von Verónika Mendoza unterstützte. Durand war in der Wahlkampagne Chefin des Regierungsplans von Verónika Mendoza. Gleichzeitig kandidierte sie für Juntos por el Perú, das Wahlbündnis hinter Mendoza, für einen Sitz im Andenparlament, wo sie jedoch scheiterte. Für die zweite Runde der Präsidentschaftswahl 2021 handelte sie als Vertreterin von Nuevo Perú mit dem Kandidaten Pedro Castillo von Perú Libre einen Regierungsplan für die ersten 100 Regierungstage aus.
Nach dem – sehr knappen – Wahlsieg Castillos über die rechte Kandidatin Keiko Fujimori wurde Anahí Durand den Vereinbarungen der linken Koalition entsprechend in die Regierung aufgenommen und am 29. Juli 2021 vom frisch gewählten Präsidenten Pedro Castillo zur Ministerin für Frauen und verwundbare Bevölkerungen ernannt.

## Familie
Anahí Durand war mit Alejandro Astorga Valdés verheiratet, einem Mitglied des Movimiento Revolucionario Túpac Amaru (MRTA), mit dem sie eine Tochter hat.